# 平川虎臣
平川 虎臣（ひらかわ こしん、1903年10月25日 - 1969年5月2日）は、日本の小説家。
熊本県菊池郡城北村（現・山鹿市菊鹿町）生まれ。満州、京都、東京を放浪したのち上司小剣に師事し、作家となり、戦前活躍。戦後は不遇だった。

## 著書
- 神々の愛 新潮社、1939
- 花と門 河出書房 1940
- 愛情浪曼 春陽堂 1940
- 街にゐる鶯 昭和書房 1941
- 生命歌 高山書院 1942
- 西方の忠臣 東亜堂 1942
- 母郷 肇書房 1944
- 平川虎臣作品集 武蔵野書房 1984.6
- 平川虎臣戦後小説集 平川虎臣研究会,平川サキ子編 武蔵野書房 1991.4